# Copa Mundial de Hockey Femenino de 1990
La VII Copa Mundial de Hockey Femenino se celebró en Sídney (Australia) entre el mayo y el 13 de mayo de 1990 bajo la organización de la Federación Internacional de Hockey (FIH) y la Federación Australiana de Hockey.
Compitieron en el campeonato 12 selecciones nacionales afiliadas a la FIH por el título mundial, cuyo anterior portador era el equipo de los Países Bajos, ganador del Mundial de 1986.
El equipo de los Países Bajos conquistó su quinto título mundial al vencer en la final al equipo de Australia con un marcador de 3-1. El conjunto de Corea del Sur ganó la medalla de bronce en el partido por el tercer puesto contra el equipo de Inglaterra.

## Grupos
| Grupo A    | Grupo B        |
| ---------- | -------------- |
| Australia  | Países Bajos   |
| Inglaterra | Corea del Sur  |
| Alemania   | Nueva Zelanda  |
| China      | España         |
| Argentina  | Canadá         |
| Japón      | Estados Unidos |

## Primera fase
Los primeros dos de cada grupo disputaron las semifinales. El resto disputaron los correspondientes partidos de clasificación final.

### Grupo A
| Equipo     | J | G | E | P | GF | GC | DG | PTS |
| ---------- | - | - | - | - | -- | -- | -- | --- |
| Australia  | 5 | 3 | 2 | 0 | 8  | 2  | +6 | 11  |
| Inglaterra | 5 | 3 | 2 | 0 | 4  | 0  | +4 | 11  |
| RFA        | 5 | 3 | 1 | 1 | 9  | 4  | +5 | 10  |
| China      | 5 | 1 | 1 | 3 | 4  | 9  | -5 | 4   |
| Argentina  | 5 | 0 | 2 | 3 | 2  | 7  | -5 | 2   |
| Japón      | 5 | 0 | 2 | 3 | 1  | 6  | -5 | 2   |

- Resultados

| Fecha | Partido    | Partido | Partido   | Resultado |
| ----- | ---------- | ------- | --------- | --------- |
| 02.05 | Australia  | -       | China     | 3-0       |
| 03.05 | Inglaterra | -       | Argentina | 1-0       |
| 03.05 | RFA        | -       | Japón     | 2-0       |
| 04.05 | Inglaterra | -       | Japón     | 1-0       |
| 04.05 | Australia  | -       | Argentina | 1-1       |
| 04.05 | RFA        | -       | China     | 3-1       |
| 06.05 | Australia  | -       | RFA       | 2-1       |
| 06.05 | Inglaterra | -       | China     | 2-0       |
| 06.05 | Argentina  | -       | Japón     | 0-0       |
| 07.05 | Inglaterra | -       | RFA       | 0-0       |
| 08.05 | China      | -       | Argentina | 2-0       |
| 08.05 | Australia  | -       | Japón     | 2-0       |
| 09.05 | RFA        | -       | Argentina | 3-1       |
| 09.05 | China      | -       | Japón     | 1-1       |
| 09.05 | Australia  | -       | }ENG}     | 0-0       |

### Grupo B
| Equipo         | J | G | E | P | GF | GC | DG  | PTS |
| -------------- | - | - | - | - | -- | -- | --- | --- |
| Países Bajos   | 5 | 4 | 1 | 0 | 11 | 0  | +11 | 13  |
| Corea del Sur  | 5 | 3 | 1 | 1 | 17 | 1  | +16 | 10  |
| Nueva Zelanda  | 5 | 2 | 1 | 2 | 8  | 6  | +2  | 7   |
| España         | 5 | 2 | 1 | 2 | 7  | 12 | -5  | 7   |
| Canadá         | 5 | 1 | 1 | 3 | 2  | 7  | -5  | 4   |
| Estados Unidos | 5 | 0 | 1 | 4 | 3  | 22 | -19 | 1   |

- Resultados

| Fecha | Partido       | Partido | Partido        | Resultado |
| ----- | ------------- | ------- | -------------- | --------- |
| 02.05 | Canadá        | -       | Nueva Zelanda  | 1-0       |
| 02.05 | Corea del Sur | -       | España         | 7-0       |
| 02.05 | Países Bajos  | -       | Estados Unidos | 3-0       |
| 03.05 | Nueva Zelanda | -       | Corea del Sur  | 1-0       |
| 03.05 | Canadá        | -       | Estados Unidos | 1-1       |
| 04.05 | Países Bajos  | -       | España         | 3-0       |
| 05.05 | España        | -       | Estados Unidos | 3-1       |
| 05.05 | Países Bajos  | -       | Nueva Zelanda  | 3-0       |
| 05.05 | Corea del Sur | -       | Canadá         | 1-0       |
| 07.05 | Países Bajos  | -       | Corea del Sur  | 0-0       |
| 07.05 | Nueva Zelanda | -       | Estados Unidos | 6-1       |
| 07.05 | España        | -       | Canadá         | 3-0       |
| 08.05 | Corea del Sur | -       | Estados Unidos | 9-0       |
| 08.05 | Nueva Zelanda | -       | España         | 1-1       |
| 09.05 | Países Bajos  | -       | Canadá         | 2-0       |

## Fase final
|  | Semifinales   | Semifinales |   |               | Final        | Final |  |
|  |               |             |   |               |              |       |  |
|  |               |             |   |               |              |       |  |
|  |               |             |   |               |              |       |  |
|  | Países Bajos  | 5           |   |               |              |       |  |
|  | Inglaterra    | 0           |   |               |              |       |  |
|  |               |             |   |               |              |       |  |
|  |               |             |   |               |              |       |  |
|  |               |             |   |               | Países Bajos | 3     |  |
|  |               | Australia   | 1 |               |              |       |  |
|  |               |             |   |               |              |       |  |
|  |               |             |   |               |              |       |  |
|  |               |             |   |               | Tercer lugar |       |  |
|  |               |             |   |               |              |       |  |
|  | Australia     | 2           |   | Corea del Sur | 3            |       |  |
|  | Corea del Sur | 1           |   |               | Inglaterra   | 2     |  |

### Partidos de clasificación
Puestos 9.º a 12.º
| Fecha | Partido   | Partido | Partido        | Resultado |
| ----- | --------- | ------- | -------------- | --------- |
| 10.05 | Argentina | -       | Estados Unidos | 4-0       |
| 10.05 | Canadá    | -       | Japón          | 1-0       |

Puestos 5.º a 8.º
| Fecha | Partido       | Partido | Partido | Resultado   |
| ----- | ------------- | ------- | ------- | ----------- |
| 11.05 | RFA           | -       | España  | 1-2         |
| 11.05 | Nueva Zelanda | -       | China   | 1-1 (4-5) P |

Undécimo lugar
| Fecha | Partido        | Partido | Partido | Resultado |
| ----- | -------------- | ------- | ------- | --------- |
| 12.05 | Estados Unidos | -       | Japón   | 1-3       |

Noveno lugar
| Fecha | Partido   | Partido | Partido | Resultado   |
| ----- | --------- | ------- | ------- | ----------- |
| 12.05 | Argentina | -       | Canadá  | 1-1 (4-2) P |

Séptimo lugar
| Fecha | Partido | Partido | Partido       | Resultado |
| ----- | ------- | ------- | ------------- | --------- |
| 12.05 | RFA     | -       | Nueva Zelanda | 1-4       |

Quinto lugar
| Fecha | Partido | Partido | Partido | Resultado |
| ----- | ------- | ------- | ------- | --------- |
| 12.05 | España  | -       | China   | 1-0       |

### Semifinales
| Fecha | Partido      | Partido | Partido       | Resultado |
| ----- | ------------ | ------- | ------------- | --------- |
| 11.05 | Australia    | -       | Corea del Sur | 2-1 TE    |
| 11.05 | Países Bajos | -       | Inglaterra    | 5-0       |

### Tercer lugar
| Fecha | Partido       | Partido | Partido    | Resultado |
| ----- | ------------- | ------- | ---------- | --------- |
| 13.05 | Corea del Sur | -       | Inglaterra | 3-2       |

### Final
| Fecha | Partido      | Partido | Partido   | Resultado |
| ----- | ------------ | ------- | --------- | --------- |
| 13.05 | Países Bajos | -       | Australia | 3-1       |

## Clasificación general
| 1. Países Bajos    |
| 2. Australia       |
| 3. Corea del Sur   |
| 4. Inglaterra      |
| 5. España          |
| 6. China           |
| 7. Nueva Zelanda   |
| 8. Alemania        |
| 9. Argentina       |
| 10. Canadá         |
| 11. Japón          |
| 12. Estados Unidos |